# Cryptaspidus nucum
Cryptaspidus nucum är en insektsart som beskrevs av Karl Hermann Leonhard Lindinger 1910. Cryptaspidus nucum ingår i släktet Cryptaspidus och familjen pansarsköldlöss.
Artens utbredningsområde är Madagaskar. Inga underarter finns listade i Catalogue of Life.